# Aphelenchoididae
Aphelenchoididae is een familie van rondwormen, die behoort tot de orde Aphelenchida.

## Geslachten
- Onderfamilie Anomyctinae
  - Anomyctus
- Onderfamilie Aphelenchoidinae
  - Aphelenchoides
  - Ficophagus
  - Laimaphelenchus
  - Martininema
  - Robustodorus
  - Punchaulus
  - Ruehmaphelenchus
  - Schistonchus
  - Sheraphelenchus
  - Tylaphelenchus
- Incertae sedis:
  - Pseudaphelenchus
  - Ptychaphelenchus